# Leucophenga sordida
Leucophenga sordida är en tvåvingeart som beskrevs av Oswald Duda 1923. Leucophenga sordida ingår i släktet Leucophenga och familjen daggflugor.
Artens utbredningsområde är Taiwan. Inga underarter finns listade i Catalogue of Life.